# Knut Hansson
Knut „Buckla“ Ruben Börje Hansson (* 9. Mai 1911; † 10. Februar 1990) war ein schwedischer Fußballspieler. Der Stürmer nahm mit der schwedischen Nationalmannschaft an der Weltmeisterschaft 1938 teil.

## Werdegang
Hansson spielte für Landskrona BoIS in der Allsvenskan. Der Stürmer wurde mit 20 Saisontoren in der Spielzeit 1932/33 Zweiter in der Torschützenliste hinter Torsten Bunke von Helsingborgs IF. Dennoch stieg er mit dem Klub am Ende der Saison in die zweite Liga. Zuvor hatte er sich jedoch in die Landesauswahl gespielt und bei seinem Länderspieldebüt gegen die litauische Nationalmannschaft als zweifacher Torschütze die Nationalmannschaft mit einem 2:0-Erfolg zur Teilnahme an der Weltmeisterschaftsendrunde 1934 qualifiziert.
Nach dem Abstieg war Hansson zum Ligarivalen IS Halmia gewechselt, mit dem er jedoch am Ende der Spielzeit 1933/34 ebenfalls in die Zweitklassigkeit abstieg. Zwar 1934 noch einmal für die schwedische Nationalmannschaft aktiv, gehörte er nicht zum Kader des im selben Jahr stattfindenden WM-Turniers. Später kehrte er zu Landskrona BoIS zurück, da sein alter Verein direkt wieder aufgestiegen war. Hier zeichnete er sich in der Folge weiterhin als regelmäßiger Torschütze aus und kehrte 1938 in die Nationalmannschaft zurück. Im letzten Vorbereitungsspiel sechs Tage vor dem ersten Endrundenspiel feierte er anlässlich eines 3:3-Unentschiedens gegen Lettland sein Comeback mit zwei Toren. Im Turnierverlauf stand er jedoch im Schatten von Gustav Wetterström, Harry Andersson, Tore Keller, Arne Nyberg und Sven Jonasson, die die Angriffsreihe der Nationalmannschaft dominierten. Daher kam er während der Endrunde zu keinem Spieleinsatz.
Bis zum Herbst 1938 war Hansson noch für die Nationalmannschaft aktiv, in sieben Spielen erzielte er insgesamt sechs Länderspieltore. Bis in die 1940er Jahre spielte er an der Seite von Curt Bergsten, Harry Nilsson und Arthur Karlsson weiterhin für Landskrona BoIS. Insgesamt schoss er 154 Tore für den Verein und ist damit Zweiter in der vereinsinternen ewigen Torschützenliste hinter John Nilsson.